# Jean-Bernard Lévy
Jean-Bernard Lévy (Suresnes, Paris, 18 de março de 1955) é um empresário francês, e que foi presidente da Vivendi.

## Início da vida
Nascido em 18 de Março de 1955, filho de um doutor, estudou no Liceu Pasteur, em Neuilly-sur-Seine. Depois de ser chamado de brilhante por seus professores, estes aconselharam-lhe avançar um ano. Seus pais o enviaram à Inglaterra por um ano para aprender Inglês na Escola Preparatória de St Martin's em Northwood, Middlesex. Ele, então, estudou no École Polytechnique, e, a partir de 1973, no École Nationale Supérieure des Télécommunications.

## Carreira
Lévy começou sua carreira como engenheiro na France Telecom em 1979, e depois na Angers. Em 1982, juntou-se à Direção-Geral das Telecomunicações no PTT France, responsável pela gestão dos quadros e orçamentos, depois tendo sido promovido a chefe de gabinete.
Em 1986, ele se mudou para o ministério francês dos Correios e Telecomunicações, ficando abaixo do subsecretário de Estado Gérard Longuet, e atuando como assessor técnico/consultor para assuntos internacionais e da indústria. Após um período na Matra Space como diretor de satélites de comunicações, e após o retorno ao poder do Socialist Party, ele retornou à função pública francesa sob o governo de Longuet como seu secretário executivo, mantendo a posição do Ministério da Indústria, Correios e Telecomunicações, e também do Comércio Exterior, abaixo de Jose Rossi.
Nomeado diretor do Grupo de Matra-Hachette em 1994, ele tornou-se presidente e CEO (Chief Executive Officer) da Matra Comunicação" (1995-1998). Ele, então, tornou-se sócio-gerente da "Oddo et Cie", até 2002, quando se uniram para formar a Pinatton Corporate, e presidiu a equipe de gerenciamento sênior.
Nomeado CEO da Vivendi em 2002, Jean-Bernard Lévy se tornou presidente do Conselho Executivo em 2005. Nesta capacidade, ele tem, portanto, o conselho de supervisão do Viroxis desde 2007, e da Activision Blizzard desde 2009.
Lévy serviu à NBC Universal desde 2004; da Vinci e Pasteur Institute desde 2007; e Societe Generale desde 2009. Ele também presidiu o conselho de administração da Institute Telecom desde 23 de Setembro de 2009, e ainda foi nomeado Cavaleiro da Légion d'honneur e oficial da Ordre National du Mérite. Além de tudo isso, foi o presidente do Conselho de Administração da empresa multinacional de telecomunicações, a Global Village Telecom (GVT).